# Lispe atrifrontata
Lispe atrifrontata är en tvåvingeart som först beskrevs av Malloch 1922.  Lispe atrifrontata ingår i släktet Lispe och familjen husflugor. Inga underarter finns listade i Catalogue of Life.